# Saturnino Lizano Gutiérrez
Saturnino Lizano Gutiérrez (Esparza, 29 de noviembre de 1826-San José, 19 de abril de 1905) fue un comerciante y político costarricense, y el 12.° Presidente de facto de la República de Costa Rica del 6 de julio al 10 de agosto de 1882.

## Datos personales
Nació en Esparza, el 29 de noviembre de 1826. Fue hijo de Dámaso Lizano y Avendaño, quien fue alcalde y maestro de escuela en Esparza, y Dámasa Gutiérrez y Flores, ambos originarios de Heredia. Sus padres murieron simultáneamente  cuando era muy niño, como consecuencia de una intoxicación, y no cursó estudios formales.
Casó el 4 de abril de 1875 con Angélica Guardia Solórzano, hija del Presidente Tomás Guardia Gutiérrez. De este matrimonio nacieron dos hijos, Gonzalo y María del Rosario Lizano Guardia. Antes de casarse tuvo una relación con la señora Procopia Casares y Moreno, que le dio tres hijos, Francisco, Nicolás y Benito Lizano Casares, a los cuales reconoció. Del segundo, Nicolás, fue nieta Estrella Zeledón Lizano, quien casó en 1947 con Rodrigo Carazo Odio, presidente de Costa Rica de 1978 a 1982.
En 1874 fue iniciado en la Logia Amistad Sincera de la masonería costarricense.

## Actividades privadas
Se dedicó a la agricultura y al comercio, especialmente en la comarca de Puntarenas, donde fue propietario con su hermano Joaquín Lizano Gutiérrez de la empresa de importación y exportación Lizano & hermano.

## Gobernador de Puntarenas por primera vez
El 5 de octubre de 1863 fue nombrado gobernador de la comarca de Puntarenas por el presidente Jesús Jiménez Zamora. Tomó posesión del cargo el 8 del mismo mes. Durante su desempeño hizo construir las primeras instalaciones para bañistas con que contó el puerto de Puntarenas y apoyó la reedificación de la iglesia parroquial. Renunció a la gobernación el 14 de mayo de 1866, dimisión que le fue aceptada el 21 del mismo mes. En 1868 fue miembro de la junta calificadora electoral de Puntarenas y en 1869 fue elegido por la misma comarca como miembro de la Cámara de Representantes, pero no tomó posesión del cargo.

## Constituyente
Fue elegido para presentar a Puntarenas en la Convención Nacional Constituyente que inauguró sesiones el 9 de agosto de 1870. Se juramentó el 27 de septiembre, pero el 10 de octubre el presidente Tomás Guardia Gutiérrez disolvió la Constituyente. En 1870 y en 1871 estuvo encargado interinamente por breve tiempo de la gobernación de Puntarenas.

## Gobernador de Puntarenas por segunda vez
El 2 de septiembre de 1873 el presidente Guardia lo nombró nuevamente gobernador de la comarca de Puntarenas. Durante su desempeño emitió un reglamento para el presidio de San Lucas, firmó un contrato para dotar a Puntarenas de servicios médicos y en octubre de 1874 hizo frente a la intentona revolucionaria encabezada por don Joaquín Fernández Oreamuno.

## Secretario de Estado por primera vez
El 8 de mayo de 1876 el presidente Aniceto Esquivel Sáenz lo nombró como secretario de Estado en los despachos de Guerra, Marina, Gobernación, Policía y Agricultura e Industria. Desempeñé ese cargo hasta el derrocamiento de Esquivel el 30 de julio de 1876. 

## Secretario general de Gobierno y tercer designado a la Presidencia
El 30 de julio de 1876 el presidente Vicente Herrera Zeledón lo nombró secretario general del Gobierno a cargo de todas las Secretarías de Estado (julio de 1876) y además se le nombró tercer designado a la Presidencia, cargo este en el que cesó en octubre de 1877.

## Secretario de Estado por segunda vez
A partir del 7 de agosto de 1876 don Saturnino quedó como secretario de Gobernación, Policía, Obras Públicas, Guerra y Marina, Hacienda, Comercio y Agricultura e Industria. Ejerció ese cargo hasta marzo de 1877.

## Comisionado financiero en Europa
El 7 de abril de 1877 fue nombrado comisionado financiero en Europa. En ejercicio de ese cargo viajó a Gran Bretaña para negociar con los acreedores de los empréstitos ferrocarrileros contraídos por Costa Rica. Además en 1878, en compañía de su esposa doña Angélica Guardia Solórzano y su suegra doña Emilia Solórzano Alfaro de Guardia, esposa del presidente Tomás Guardia Gutiérrez, asistió en Madrid a la boda del rey don Alfonso XII de España con María de las Mercedes de Orleans y en Roma a los funerales del papa Pío IX y a la entronización del papa León XIII. Regresó a Costa Rica el 31 de mayo de 1878.

## Secretario de Estado por tercera vez
El 19 de julio de 1880 fue nombrado por el presidente Guardia como secretario de Gobernación Policía y Agricultura e Industria, y se le recargó durante un tiempo la Secretaría de Guerra y Marina. 

## Primer Designado a la Presidencia
El 23 de abril de 1881 fue nombrado por el presidente Guardia como primer designado a la presidencia. En esa calidad fue llamado a ejercer la presidencia el 17 de junio de 1882, por enfermedad del presidente Guardia. Durante su interinidad tomó medidas para apoyar las actividades misioneras del obispo Bernardo Augusto Thiel y para la protección de los indígenas guatusos o maleku.

## Presidente de la República (de facto)
Al morir el general Guardia el 6 de julio de 1882, fue nombrado presidente titular de la República. Su administración estaba destinada a ser muy breve, ya que el 9 de julio se efectuaron las elecciones presidenciales de segundo grado, en las que triunfó por abrumadora mayoría el sétimo designado a la Presidencia y comandante en jefe del ejército, general Próspero Fernández Oreamuno, quien debía tomar posesión el 10 de agosto siguiente.
Durante su administración se efectuaron con gran solemnidad los funerales del difunto presidente Guardia, se otorgaron lotes a las municipalidades de Alajuela, Heredia y San José y una subvención al Colegio Central de San José; se emitieron algunas medidas a favor de la salud pública y se reformó la ley del jurado. 
El 20 de julio, sin renunciar a su cargo y forzado por las circunstancias, llamó al ejercicio interino de la Presidencia al sétimo designado y candidato victorioso en las elecciones, Próspero Fernández Oreamuno, quien tenía el control del ejército, y que el 10 de agosto inició su mandato como presidente constitucional.

## Diputado por Alajuela
Fue diputado suplente por la provincia de Alajuela de 1886 a 1890 y fue elegido en 1889 para formar parte de la Comisión Permanente del Congreso Constitucional en el período 1889-1890.
En 1889 participó en la fundación de la Unión Católica de Costa Rica y fue elegido como su presidente. Esa organización fue el antecedente del partido Unión Católica, que estuvo activo en política entre 1891 y 1894.
Diputado propietario por Puntarenas en 1894, gobernador de esa misma comarca de 1894 a 1896 y regidor y presidente municipal de Puntarenas.

## Diputado por Puntarenas por segunda vez
En 1894 fue elegido como diputado por la comarca de Puntarenas con los votos del Partido Agrícola, pero renunció poco después de su juramentación.

## Gobernador de Puntarenas por tercera vez
En julio de 1894 fue nombrado por el presidente Rafael Yglesias Castro como gobernador de Puntarenas, cargo del que se separó en 1896 debido a haber sufrido un grave accidente.

## Gobernador de Puntarenas por cuarta vez
En julio de 1898 fue nombrado otra vez por el presidente Rafael Yglesias Castro como gobernador de Puntarenas, cargo que ejerció hasta febrero de 1900. Al separarse de la gobernación se nombró como administrador de Licores y Tabacos de Puntarenas. En octubre de 1900 estuvo interinamente encargado de la Gobernación por breves días.

## Regidor y presidente municipal de Puntarenas
En 1901 fue elegido como regidor de Puntarenas y se le designó como presidente de la Municipalidad. Fue reelegido como regidor para 1902 y nuevamente se le designó como presidente de la corporación municipal.

## Fallecimiento
Falleció en San José, el 19 de abril de 1905 a los 78 años de edad, como consecuencia de una enfermedad renal. Su retrato fue colocado en el Salón de expresidentes en la Asamblea Legislativa en 1999.